# Черретти, Луиджи
Луиджи Черретти (итал. Luigi Cerretti; 1 ноября 1738, Модена — 4 марта 1808, Павия) — итальянский литератор и педагог.

## Биография
Сын врача, по материнской линии внучатый племянник географа Джакомо Кантелли. В юности, после смерти отца, бунтовал против семьи и правительства и в 1760 г. провёл три месяца в тюрьме, что положительно сказалось на его творческом опыте — в частности, сразу после этого Черретти написал драму «Исправительный дом» (итал. La casa di correzione). Профессор истории (1772—1778) и красноречия (1778—1796) в Моденском университете, одновременно преподавал в моденском коллеже Сан-Карло, где среди его учеников был Ипполито Пиндемонте.
Вторжение в Италию наполеоновских войск привело к возвышению Черретти: в 1798 г. он входил в заседавший в Милане Большой совет Цизальпинской республики, в 1800—1802 гг. занимал пост генерального инспектора общественного образования северных департаментов («по эту сторону реки По»). С 1804 г. и до конца жизни профессор красноречия в Павийском университете; опубликованная в 1805 году инаугурационная лекция Черрети «О явлениях хорошего вкуса в Италии от зарождения письменности до настоящего времени» (итал. Delle vicende del buongusto in Italia dal rinascervi delle lettere fino al periodo presente) получила некоторую известность.
По совокупности биографических итальянский филолог Ренцо Негри называет Черрети «персонажем из оперетты, характерной фигурой той кризисной и переходной эпохи».

## Произведения
Выпустил несколько стихотворных сборников с произведениями разного рода, от оды «Нравственная философия» (итал. La filosofia morale), основанной на «Опыте о человеке» Александра Поупа, до предромантических сочинений; неопубликованной осталась стихотворная пародия на Винченцо Монти «Кнут Петра Великого» (итал. La frusta di Pietro il Grande). Опубликовал также драмы «Суд Нумы» (итал. Il giudizio di Numa; 1803) и «Торжество мира» (итал. Il trionfo della pace; 1806), посмертно издан сборник трудов «Установления красноречия» (итал. Instituzioni di eloquenza; 1811).